# Marco Solari
Pour les articles homonymes, voir Marco Solari da Carona.
Marco Solari, né le 28 décembre 1944 à Berne, est un administrateur suisse. 
Il est le président du Festival international du film de Locarno de 2000 à 2023. 

## Origines et famille
Marco Solari naît le 28 décembre 1944 à Berne. Il est originaire de Barbengo, aujourd'hui fusionnée avec Lugano. Son père, Guido Solari, est Tessinois, chef de l'Office de la police fédérale des étrangers à Berne, placé sous la direction du conseiller fédéral Kurt Furgler ; sa mère est emmentaloise.
Il est marié et père de deux enfants.

## Formation et parcours professionnel
Il est licencié en sciences sociales à l'Université de Genève. Son mémoire porte sur l'ouverture de la Thaïlande sous Rama IV.
Au terme de ses études, il devient représentant de Kuoni dans les îles Canaries. 
En 1972, il devient directeur de l’Office du tourisme tessinois (Ente Ticinese per il Turismo). Il se fait remarquer en 1981 en publiant une brochure qui dénonce la germanisation de son canton et le tourisme de masse.  
En 1988, il est nommé par le gouvernement suisse « délégué du Conseil fédéral pour les célébrations des 700 ans de la Confédération suisse », manifestation qu'il place sous le signe de l'utopie. 
En 1992, il rejoint la Fédération des Coopératives Migros en qualité d’administrateur délégué, poste qu’il occupe jusqu’en 1997. Il devient alors vice-président de la direction générale de Ringier. Il lance en 1998 la version dominicale du journal Il Caffè. 
Il quitte le groupe Ringier en 2004. 
Il est président exécutif du Festival international du film de Locarno de l'automne 2000 à l'automne 2023. 

### Autres fonctions
Il a été président de l’association des directeurs des offices du tourisme, membre des comités de Suisse Tourisme, de la fondation d’Aide suisse aux Montagnards, de l’association Sclérose en plaques, de l’association pour les échanges culturels entre l’Italie et la Suisse et du Conseil de fondation du Musée de l’Élysée[réf. souhaitée].
Jusqu’en 2007, il est membre du Advisory Board du Crédit Suisse. Il est membre du comité des fondations “Accentus“ et “Symphasis” du Crédit Suisse.

## Distinctions
- 2014 : Prix suisse « Milestone » pour l’ensemble de sa carrière dans le tourisme[1]

- 2018 : Ordre de l'Étoile d'Italie[réf. souhaitée]

- 2019 : prix Oertli, promotion de l’intégration entre les différentes régions linguistiques de la Confédération[réf. souhaitée]
- 2019 : prix Jean-Pierre Bonny en faveur de son engagement pour la liberté et les valeurs libérales[réf. souhaitée]